# Jean-François Deniau
Jean-François Deniau (Parigi, 31 ottobre 1928 – Parigi, 24 gennaio 2007) è stato un politico, scrittore, giornalista, attivista umanitario, diplomatico, europeista e navigatore francese.

## Formazione
Nel corso degli studi liceali, è premiato per due volte al Concours général bandito ogni anno dal ministero dell'Educazione. Si laurea in lettere e si specializza in economia. Si diploma all'Institut d'études politiques di Parigi e consegue un dottorato in giurisprudenza.
A 21 anni trascorre un breve periodo in Indocina dove vive il fratello Xavier (24 settembre 1923 - 29 marzo 2011), futuro ministro di Georges Pompidou. Nel 1950 supera il concorso per entrare all'École nationale d'administration (ENA). Compie il suo tirocinio presso l'Alto commissariato francese in Germania, e nel 1952 è nominato ispettore delle finanze

## Carriera politica

### Uomo di governo
Dal 5 aprile 1973 al 1º marzo 1974 è segretario di Stato per la Cooperazione nel secondo governo di Pierre Messmer. Nel terzo governo Messmer (1º marzo - 27 maggio 1974) è segretario di Stato per l'Agricoltura e lo sviluppo rurale. Il 28 maggio 1974 lascia il governo, non essendo stato incluso nel nuovo ministero formato da Jacques Chirac dopo l'elezione di Valéry Giscard d'Estaing alla presidenza della Repubblica.

### Di nuovo al governo
Il 26 settembre 1977 entra nel secondo governo di Raymond Barre come segretario di Stato per gli Affari esteri. Dal 31 marzo 1978 al 2 ottobre 1980 è ministro del Commercio estero e dal 2 ottobre 1980 al 4 marzo 1981 è ministro delegato responsabile delle Riforme amministrative nel terzo governo Barre.
Nel dicembre 1980, sei mesi prima delle elezioni presidenziali, si propone a Valéry Giscard d'Estaing come "vice" del Primo ministro Raymond Barre. L'incarico di vice Primo ministro rappresenterebbe una novità, e se attribuito a un uomo di successo mediatico come Deniau potrebbe far passare in secondo piano l'impopolarità di Barre. Ma l'iniziativa non va in porto per l'opposizione di Barre. All'inizio del 1981 Deniau diventa uno degli uomini-chiave dello staff che coadiuva Giscard nella sfortunata campagna per la sua rielezione.

### Mandati elettorali
Alle elezioni legislative del 1978 è eletto deputato all'Assemblée Nationale per l'Unione per la Democrazia Francese (UDF), ma si dimette per incompatibilità con l'incarico ministeriale. Si ripresenta alle elezioni legislative del 1981 ma, anche a causa della vittoria dei partiti di sinistra successiva all'elezione di Mitterrand alla presidenza della Repubblica, Deniau non è eletto. Torna all'Assemblea nazionale nel 1986. Rieletto nel 1988 e nel 1993, alle elezioni del 1997 decide di non ripresentarsi.
Dal 1981 al 1998 è presidente del consiglio generale dello Cher.
Alle elezioni europee del 1994 l'UDF si presenta insieme al RPR, e Deniau è indicato come probabile capolista della formazione unica, ma alla fine è designato il sindaco di Tolosa Dominique Baudis. Dal 1998 entra in contrasto con l'UDF, stigmatizzando l'elezione grazie ai voti determinanti del Front National di Jean-Marie Le Pen di cinque presidenti di Regione appartenenti al suo partito.

## L'Europa
Nel 1956 è nominato segretario generale permanente della delegazione francese a Bruxelles, presieduta dal segretario di Stato agli Affari Esteri Maurice Faure, futuro ministro di François Mitterrand. Deniau è l'estensore del preambolo del Trattato di Roma, firmato in Campidoglio il 25 marzo 1957. Dal 1958 al 1963 è alto funzionario presso la Commissione europea. Nel 1963 è nominato ambasciatore di Francia in Mauretania. Nel 1967 il presidente della Repubblica Charles de Gaulle lo nomina membro della Commissione europea, con la delega per i negoziati di adesione della Gran Bretagna, Irlanda, Danimarca e per l'aiuto ai Paesi in via di sviluppo.

## Ambasciatore
Nel 1976 è nominato ambasciatore a Madrid: nella delicata fase del l'immediato post-franchismo, il presidente della Repubblica Valéry Giscard d'Estaing ritiene infatti opportuno avvalersi di una personalità di grande spicco e dotata di sensibilità politica.

## L'azione umanitaria
Nel 1982 istituisce il "premio Andrej Dmitrievič Sakharov per la libertà di pensiero". La sua battaglia per i diritti dell'uomo lo portamo a guidare delle missioni in Eritrea, Cambogia, Afghanistan, Kurdistan, Somalia, Jugoslavia, Libano, Cina, Sudafrica, Spagna, Unione Sovietica, India, Romania, Sarajevo, eccetera.
Giornalista, redattore del quotidiano Le Figaro ed editorialista del settimanale L'Express, si reca clandestinamente in Afghanistan. Tra i suoi obiettivi: ottenere il riconoscimento della resistenza afgana da parte della comunità internazionale.

## Accademico di Francia
È eletto all'Académie française l'11 aprile 1992, succedendo a Jacques Soustelle al seggio n. 36. È accolto da un altro
ex ministro, scrittore e diplomatico: Alain Peyrefitte.

## La giustizia
Nel 1996 è chiamato dal ministro della Giustizia Jacques Toubon a presiedere l'Alto comitato consultivo sulla procedura in materia penale.

## Il navigatore
Nonostante i suoi gravi problemi cardiaci e polmonari, nel 1995 compie una traversata dell'Atlantico a vela. Nel 2003 fonda l'associazione "Scrittori di Mare", e ottiene il Gran premio del Mare per la sua attività letteraria.

## Decorazioni, premi e riconoscimenti
- [3]Il 1º gennaio 2006 è promosso alla dignità di grande ufficiale della Legion d'Onore.
- Croce di guerra (T.O.E.)[3]
- Croce al valor militare[3]
- Commendatore al merito agricolo
- Grand Prix de littérature Paul Morand dell'Académie française 1990.[5]
- Premio Vauban (1994)
- Premio Grand-siècle Laurent Perrier per la sua azione nel campo umanitario (1994)
- Premio Care International (1996)
- Medaglia d'oro del Parlamento europeo per la difesa delle libertà (1999)

Alla fine del 2006, è nominato membro del comitato d'onore del Trattato di Roma di cui cinquant'anni prima aveva condotto le trattative, accanto a Maurice Faure e a Jean François-Poncet.

## Opere
- 1955 Le Bord des larmes (Grasset)
- 1958 Le Marché commun (PUF)
- 1975 La mer est ronde (Le Seuil)
- 1977 L'Europe interdite (Le Seuil)
- 1985 Deux heures après minuit (Grasset)
- 1988 La Désirade (Olivier Orban)
- 1989 Un héros très discret (Olivier Orban) (prix du meilleur scénario au festival de Cannes 1996)
- 1990 L'Empire nocturne (Olivier Orban)
- 1992 Ce que je crois (Grasset)
- 1993 Le Secret du Roi des serpents (Plon)
- 1994 Mémoires de sept vies. Tome 1: Les temps aventureux (Plon)
- 1996 L'Atlantique est mon désert (Gallimard)
- 1997 Mémoires de sept vies. Tome 2: Croire et oser (Plon)
- 1998 Le Bureau des secrets perdus (Odile Jacob)
- 1999 Tadjoura (Hachette Littératures)
- 2000 Histoires de courage (Plon)
- 2000 La bande à Suzanne (Stock)
- 2001 L'île Madame (Hachette Littértatures)
- 2002 Dictionnaire amoureux de la mer (Plon)
- 2003 La gloire à 20 ans (XO éditions)
- 2004 La Double Passion écrire ou agir (Robert Laffont)
- 2004 La Lune et le miroir (Gallimard)
- 2005 Le Secret du roi des Serpents (Hachette)
- 2005 Le grand jeu (Hachette Littératures)
- 2006 La lune et le miroir (Gallimard)
- 2006 Survivre (Plon)
- 2007 L'oubli (Plon)